# Yekaterina Savova-Nenova

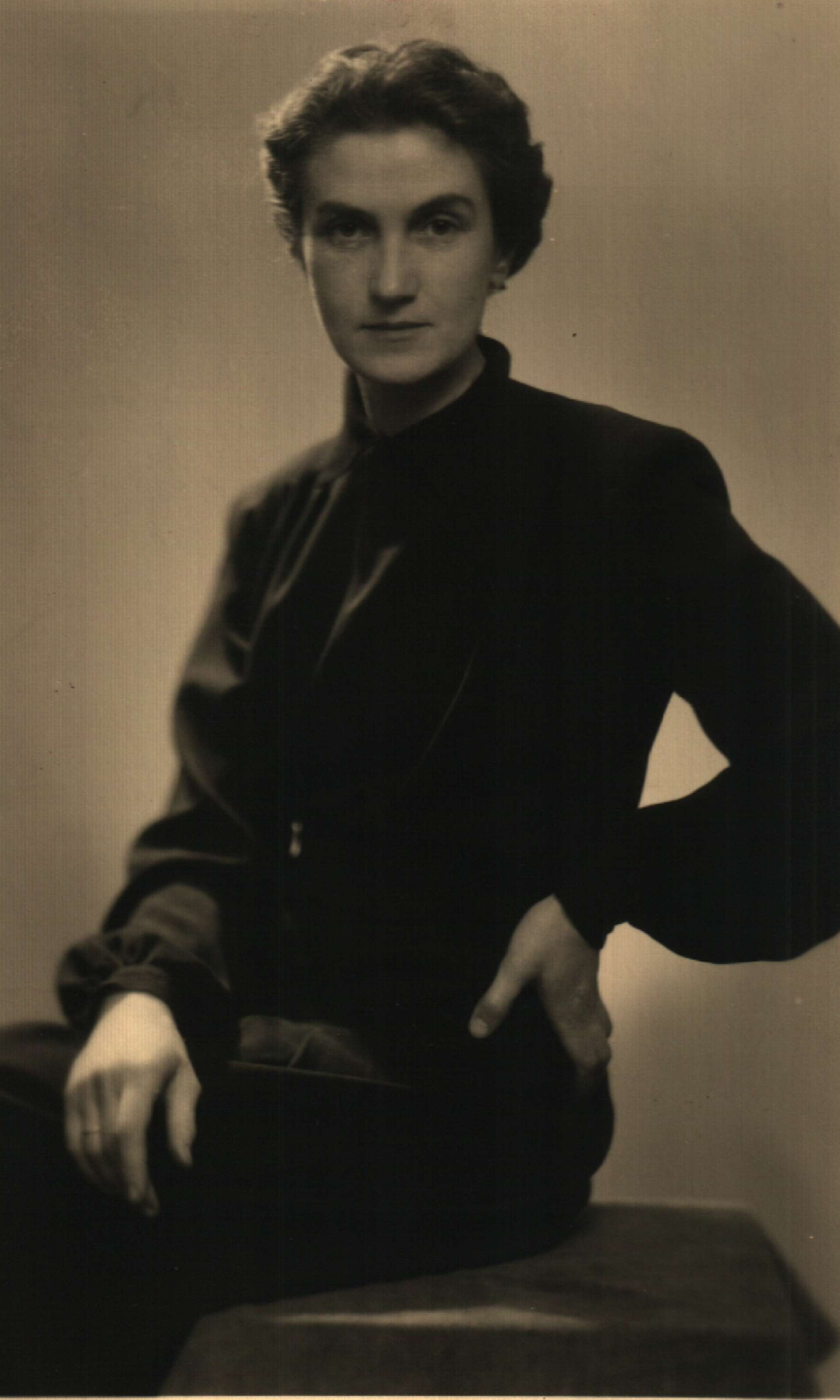

Yekaterina Savova-Nenova (en búlgaro: Екатерина Савова-Ненова; Sofía, Bulgaria; 13 de noviembre de 1901 – Sofía, Bulgaria; 1980) fue una pintora búlgara, esposa de Ivan Nenov.

## Biografía
Yekaterina Savova-Nenova nació el 13 de noviembre de 1901 en Sofía, Bulgaria. Estudió en la Academia de Arte en Sofía bajo la dirección de Nikola Marinov, graduándose en 1925. Participó regularmente en las exhibiciones de la Unión de Artistas Búlgaros, además de haber presentado tres exhibiciones individuales en 1943, 1946 y 1958. Contrajo matrimonio con Ivan Nenov y fue maestra de arte en el Instituto de Maestros para la Educación Infantil en Sofía entre 1942 y 1962.
Sus pinturas se exhiben en la Galería de Arte Philippopolis en Plovdiv, y en la Galería Nacional de Arte en Sofía.